# Aire urbaine de Saint-Hilaire-de-Riez
L’aire urbaine de Saint-Hilaire-de-Riez est une aire urbaine française constituée autour de la commune de Saint-Hilaire-de-Riez, dans le département la Vendée, en région Pays-de-la-Loire.
En 1999, ses 22 201 habitants font d’elle la 243e des 354 aires urbaines françaises.

## Caractéristiques

### Délimitation
D’après la délimitation établie en 2010 par l’Institut national de la statistique et des études économiques, l’aire urbaine de Saint-Hilaire-de-Riez se compose de 6 communes, toutes situées dans le département de la Vendée, dans l’arrondissement des Sables-d’Olonne.
L’aire urbaine des Saint-Hilaire-de-Riez appartient à l’espace urbain de Saint-Gilles-Croix-de-Vie-Challans.

### Communes du pôle urbain
Son pôle urbain est formé par l’unité urbaine de Saint-Hilaire-de-Riez, qui est considérée comme une « unité urbaine multicommunale » regroupant les communes de :
- Saint-Hilaire-de-Riez ;
- Saint-Gilles-Croix-de-Vie ;
- Notre-Dame-de-Riez ;
- Le Fenouiller.

### Communes rurales
En outre, l’aire urbaine comprend 2 autres communes, dites « communes rurales monopolarisées » dans le contexte de l’aire urbaine : 
- Givrand ;
- Saint-Révérend.

## Importance dans le contexte départemental
L’aire urbaine de Notre-Dame-de-Riez représente au sein du département de la Vendée :
| Nombre de communes | Part du département | Superficie (km2) | Part du département | Population (hab.) | Part du département |
| ------------------ | ------------------- | ---------------- | ------------------- | ----------------- | ------------------- |
| 6                  | 2,23 %              | 119,04           | 1,77 %              | 28 432            | 4,34 %              |

## Composition
| Nom                       | Code Insee | Statut | Superficie (km2) | Population (dernière pop. légale) | Densité (hab./km2) |
| ------------------------- | ---------- | ------ | ---------------- | --------------------------------- | ------------------ |
| Saint-Hilaire-de-Riez     | 85226      |        | 48,85            | 12 923 (2022)                     | 265                |
| Le Fenouiller             | 85088      |        | 17,81            | 4 978 (2022)                      | 280                |
| Givrand                   | 85100      |        | 11,69            | 2 216 (2022)                      | 190                |
| Notre-Dame-de-Riez        | 85189      |        | 14,62            | 2 179 (2022)                      | 149                |
| Saint-Gilles-Croix-de-Vie | 85222      |        | 10,25            | 8 140 (2022)                      | 794                |
| Saint-Révérend            | 85268      |        | 15,82            | 1 526 (2022)                      | 96                 |

## Démographie
| 1999   | 2007   | 2012   | 2013   |
| ------ | ------ | ------ | ------ |
| 22 201 | 26 549 | 27 958 | 28 432 |